# 石塚英夫
石塚 英夫（いしづか ひでお、1931年〈昭和6年〉8月14日 - 2009年〈平成21年〉11月11日）は、新潟県佐渡郡赤泊村（現在の佐渡市）長。

## 人物
新潟県出身。赤泊小学校、新潟県立加茂農林高等学校卒。地元の青年団で活動し、1963年赤泊村議会議員となり、のちに議長となる。
1972年9月25日から2004年2月29日（合併による佐渡市誕生）まで赤泊村長を8期務める。在任中は県治山林道協会評議員、同砂防協会理事、全国離島振興協議会理事、佐渡治山林道協会会長などを務める。
2009年11月11日午後5時15分頃、佐渡市徳和の県道を歩いていたところ、軽乗用車にはねられ、全身を強く打って間もなく死亡、78歳。
佐渡市町村会長、新潟県治水防砂協会長、佐渡大会組織委員会会長（トライアスロン世界選手権大会の開催機関）を務めた。

## 受賞歴
- 新潟日報文化賞 - 1998年（佐渡大会組織委員会会長として）